# Ледибауэр
Ледибауэр (англ. Ladybower) — водохранилище в Великобритании, образованное искусственной плотиной и реками Эшоп и Деруэнт.
Строительство водохранилища началось в 1935 году, но из-за Второй мировой войны затянулось, потребовалось время на заполнение водохранилища, строительство дамбы и двух виадуков Эшоптон и Ледибауэр. 25 сентября 1945 года состоялась церемония открытия, на которой присутствовал король Георг VI в сопровождении будущей королевы Елизаветы.

## Воронки на водохранилище
Воронки на водохранилище Ледибауэр представляют собой Y-образные резервуары или водосбросы. Когда резервуар водохранилища Ледибауэр заполнен (6,3 млрд галлонов), избыток воды стекает в два таких резервуара по 24 м и 4,6 м в диаметре. Длина большего резервуара составляет 4,8 км. Эти водосбросы находятся в графстве Дербишир, в центральной Англии. Воронки такой формы не единственные, но на водохранилище Ледибауэр находится самая большая на Земле.